# Donato Scutari
Donato Scutari (San Costantino Albanese, 14 giugno 1925 – Potenza, 8 ottobre 2012) è stato un politico italiano di origine arbëreshë.

## Biografia
Dopo aver aderito al movimento antifascista dalla fine del 1942, si iscrisse al Partito Comunista Italiano nel dicembre del 1943. Prese parte alla guerra di liberazione sin dall'8 settembre, alle lotte per la terra e per la pace (2 processi) e contribuì alla costruzione del PCI nella sua regione, la Basilicata.
Dal 1949 al 1954, insieme a Giorgio Amendola al quale era molto legato, fece parte del Comitato Regionale del PCI Campano-Lucano. Nel 1949 venne chiamato a costruire la Federazione Giovanile Comunista (FGCI) nella regione, di cui divenne poi segretario regionale, entrando a far parte anche del Comitato Centrale sino al 1955.
Nel 1955 fu inviato a Mosca alla Conferenza internazionale della gioventù comunista in sostituzione di Enrico Berlinguer, allora presidente della Federazione mondiale della gioventù democratica. Fu in seguito segretario della Federazione del PCI di Potenza (1958-1964), fu il primo segretario regionale per la Basilicata (1959-1968), nuovamente membro del Comitato Centrale e della Commissione Centrale del partito (1965-1972), consigliere comunale di Potenza (1960-1970), consigliere provinciale (1960-1964).

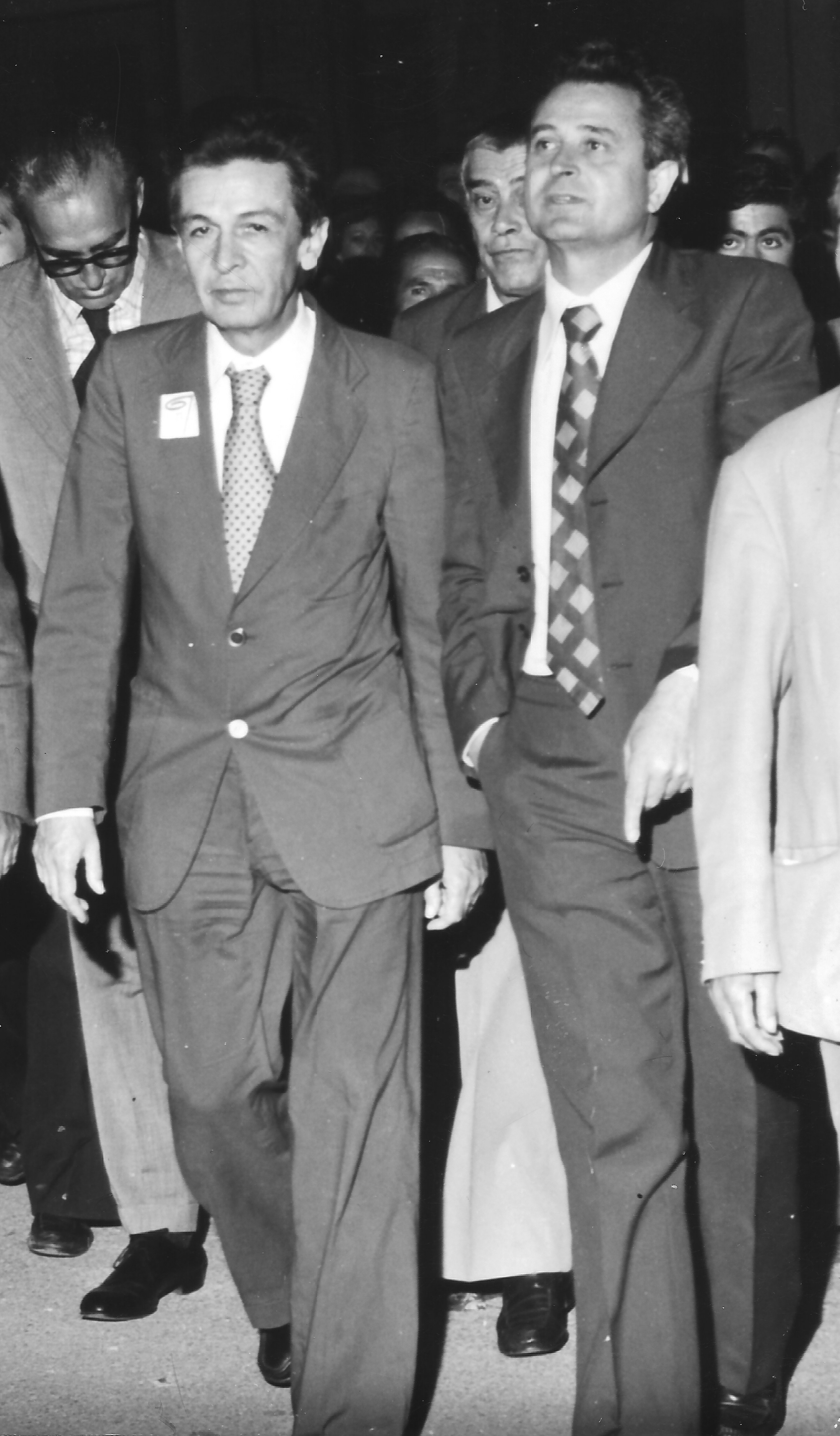
Donato Scutari con Enrico Berlinguer (1981)

Nel 1966 partecipò con Alessandro Natta a Sofia, in Bulgaria, alla conferenza di tutti i dirigenti e segretari dei Partiti Comunisti del mondo: qui riuscì a far approvare una linea contraria alla scomunica del Partito Comunista Cinese. Divenne per la prima volta deputato nel 1968, e fu poi rieletto nel 1972. Fu membro del Comitato Direttivo del gruppo comunista alla Camera, della Commissione Agricoltura, segretario della Commissione Interparlamentare per le questioni Regionali.
Dal 1975 al 1976 fu anche Sindaco di Venosa. Nel 1976 fu eletto senatore nel collegio di Melfi, entrando anche a far parte del Comitato Direttivo del gruppo comunista al Senato, e poi divenendo segretario della Commissione Bilancio e Programmazione. Nel 1979 partecipò ed intervenne a Praga, insieme a Giulio Andreotti, alla conferenza dei parlamentari di tutto il mondo. Dal 1979 al 1980 fu collaboratore di Giorgio Napolitano presso la Sezione esteri del Comitato Centrale del PCI; da qui seguì i rapporti del partito con i paesi socialisti ex coloniali e sottosviluppati.
Nel 1981 venne chiamato a costituire la Confederazione Nazionale dell'Artigianato (CNA) di Basilicata, entrando a far parte del Consiglio Nazionale della stessa. Dal 1981 al 1990 è stato consigliere dell'Azienda Regionale di Sviluppo Artigianato (ARSA) della regione Basilicata. Dal 1981 al 1995 è stato anche Presidente del consiglio regionale Unipol di Basilicata e membro del consiglio nazionale di Unipol, e dal 1981 al 1996 è stato presidente della Fondazione Cesar in Basilicata.
Nel 2004 Donato Scutari, contribuisce alla fondazione di "Percorsi", associazione senza scopo di lucro di cui assume il ruolo di Presidente, impegnandosi nel favorire negli ambiti istituzionali e pubblici riflessioni sul tema pace.
Donato Scutari era zio di Nicholas Scutari, senatore dello Stato del New Jersey negli USA.